# Río Smorodinovka (Vagái)
El río Smorodinka o Smorodinovka (en ruso: Смородинка, Смородиновка, en su curso alto se le une el Kamyshinka - Камышинка) es un río del óblast de Tiumén, en Rusia. Es un afluente por la derecha del río Vagái, que lo es del río Irtish, y éste a su vez del río Obi, a cuya cuenca hidrográfica pertenece.

## Geografía
Su curso tiene una longitud de 13 km y discurre principalmente en dirección oeste. Nace a 120 m sobre el nivel del mar, unos 8 km al sur de Nikoláyevka. Desemboca a 71 m de altura en el Vagái en Smorodinovka, a 378 km de su desembocadura en el Irtish en Vagái.